# Ravine des Cabris
Pour les articles homonymes, voir Ravine des Cabris (quartier) et Cabris (homonymie).
La ravine des Cabris est une petite ravine de l'île de La Réunion, département d'outre-mer français et région ultra-périphérique de l'Union européenne située dans le sud-ouest de l'océan Indien. Elle s'écoule vers le sud-ouest sur le territoire des communes du Tampon puis de Saint-Pierre avant de se jeter à la mer en un point à proximité immédiate duquel a été construit l'aéroport de Pierrefonds.
Généralement à sec, la ravine traverse ce faisant un quartier auquel elle a donné son nom, Ravine des Cabris. Situé entre 180 et 400 mètres d'altitude en surplomb de Bois d'Olives, celui-ci forme avec cet autre quartier saint-pierrois un ensemble urbain très peuplé, séparé du centre-ville situé plus au sud.